# Matsuoka Yoshitsugu
Matsuoka Yoshitsugu (松岡 禎丞 (Tùng-Cương Trinh-Chưng) sinh ngày 17 tháng 9, 1986) là một seiyū đến từ Hokkaido, Nhật Bản. Anh ký hợp đồng với I'm Enterprise. Anh được vinh danh tại Seiyu Awards lần thứ 6 cho Nam diễn viên mới xuất sắc nhất vào năm 2012 và Seiyu Awards lần thứ 10 cho Nam diễn viên chính xuất sắc nhất năm 2016. Anh được biết đến là seiyū của Kirito trong Sword Art Online, Kanda Sorata trong Sakurasō no Pet na Kanojo, Sora trong No Game No Life, Kasuga Arata/Astral Trinity trong Trinity Seven, Yukihira Sōma trong Shokugeki no Sōma, Izumi Masamune trong Eromanga Sensei, Shinomiya Hayato trong Watashi ga motete dōsunda, Rio trong Seirei Gensouki, Mitsuya Takashi trong Tokyo Revengers, Suel trong Kamen Rider Geats .